# Medalla de Ifni-Sáhara
La Medalla de Ifni-Sáhara fue una condecoración española creada por Decreto de la Presidencia del Gobierno, de fecha 4 de julio de 1958, firmada por Francisco Franco y el almirante Luis Carrero Blanco, y publicada en el BOE n.º 168, páginas 1.263 y 1.264, del 15 de julio de 1958. Obedecía a «la satisfacción del país y de los Ejércitos por el resultado de las operaciones militares desarrolladas en los territorios del África occidental española» (guerra de Ifni). Aunque dejaron de realizarse concesiones algunos años después, no fue hasta 2003 cuando fue formalmente abolida
por el Real Decreto 1040/2003.

## Descripción de la insignia
La insignia consistió en una medalla de forma ovalada realizada en metal dorado (para generales, almirantes, jefes, oficiales y suboficiales) o bronce (tropa y marinería), surmontada por una corona militar de caudillaje, que fue sustituida por una corona real cerrada o moderna durante el reinado de Juan Carlos I.
- Anverso: estuvo esmaltado de azul con un estrecho borde exterior metálico (para generales, almirantes, jefes, oficiales y suboficiales) o bronce (tropa y marinería). Como motivo central aparecía reproducido 1 soldado armado de fusil, montado sobre 1 camello situado de perfil y en actitud de disparar y que se encontraba en el desierto (con unas dunas dibujadas en el fondo y unas palmeras reproducidas a la derecha). En primer plano, situadas a la izquierda, se mostraba una chumbera. En la parte inferior del anverso se situaba 1 creciente adornado con ramas de laurel y realizado en esmalte blanco (para generales, almirantes, jefes, oficiales y suboficiales) o de bronce (tropa y marinería).

- Reverso: esmaltado de azul con un borde grueso dorado (para generales, almirantes, jefes y oficiales), completamente dorado (suboficiales) o de bronce (tropa y marinería). En su parte central se mostraba el escudo de España (versiones de 1945 y 1977), y en el borde, perfilado, rodeando al escudo podía leerse la expresión Ifni-Sáhara.

La insignia se portaba suspendida de 1 cinta de color naranja, con 2 estrechos bordes exteriores de color blanco y 1 franja central con los colores de la bandera de España.